# 1924년
1924년은 화요일로 시작하는 윤년이다.

## 연호
- 대한민국 임시정부(大韓民國 臨時政府) 대한민국(大韓民國) 6년
- 중화민국(中華民國) 민국(民國) 13년
- 일본(日本) 다이쇼(大正) 13년
- 응우옌 왕조(阮朝) 카이딘(啓定) 9년

## 기년
- 응우옌 왕조(阮朝) 계정제(啓定帝) 9년

## 사건
- 1월 5일 - 의열단 소속 김지섭, 일본 고쿄 폭파를 목적으로 도쿄 니주바시에 폭탄 투척
- 1월 16일 - 전남 광주의 농민 500여명이 소작쟁의 문제로 경찰서 습격
- 2월 11일 - 김찬 등이 토요회와 무산자청년회를 통합해 신흥청년동맹 조직
- 3월 10일 - 김좌진, 김혁 등 만주의 독립군을 규합해 신민부 조직
- 3월 31일 - 최남선, <시대일보> 창간
- 4월 6일 - 이탈리아 왕국에서 총선이 실시되어 베니토 무솔리니가 이끄는 국가파시스트당과 자유주의 정당 연합이 최다 의석수를 차지하였다.
- 4월 9일 - 대한민국 임시정부, 국무총리 김구 대리
- 4월 17일 - 서울에서 전노선노동총동맹 발족
- 4월 23일 - 대한민국 임시정부 국무총리에 이동녕 취임
- 5월 10일 - 조선여성동우회 창립총회
- 5월 19일 - 참의부 의용군 장창헌이 조선총독부 사이토 마코토 총독을 습격
- 5월 30일 - 대한민국 임시정부 참모총장에 노백린 취임
- 6월 - 영화 제작사 조선키네마주식회사 설립, 첫 작품 <해의 비곡>
- 7월 9일 - 전라남도 무안군 암태면 농민 600여명이 소작쟁의로 구속된 농민 석방 요구
- 8월
  - 북풍회원 최승일, 이호, 박용대 등 문인 30여명이 서울에서 프롤레타리아예술동맹을 조직
  - 김동인, 주요한, 김소월, 김억 등이 문예지 <영대> 창간
- 8월 23일 - 프랑스 축구 클럽 AS 모나코 FC 창단.
- 9월
  - 대한민국 임시정부, 대통령 직무대리에 이동녕 국무총리 선임
  - 금산, 진안, 익산에 대흉작으로 기근자 14,000명, 하루 1식자 45만 명 발생
- 9월 24일 - 이상재 등이 서울서 기근구제회 창설
- 10월 - 방인근, 문예지 <조선문단> 창간
- 10월 1일
  - 조선철도, 김천-상주 간 철도 노선 개통
  - 경성도서관, 재정난으로 무기휴관에 들어가다.
- 10월 3일 - 장학엽, 진로 설립.
- 10월 11일 - 함경선 길주-단천 간 구간 개통
- 10월 13일 - <조선일보>가 한국 최초의 신문만화 《멍텅구리》 연재 개시
- 10월 22일 - 펑위샹, 베이징 정변을 일으키다.
- 10월 31일 - 황해도 재령군 북률면 동척 소작인, 소작료 불납동맹 개시
- 11월 18일 - 독립단 천마대장 최시흥, 평양복심원에서 사형 선고
- 11월 23일 - <조선일보>가 조석간제 실시
- 11월 25일 - 김약수 등 20여명, 서울에서 사회주의 단체 북풍회 조직
- 11월 26일 - 몽골, 중국으로부터 독립 몽골인민공화국 건국
- 12월 - 최현배, <조선민족 갱생의 도> 발표
- 12월 8일 - 경상남도청 진주에서 부산으로 이전 결정
- 12월 17일
  - 대한민국 임시정부 국무총리 (대통령 직무대리)에 박은식 취임
  - 《조선일보》는 조선인이 주관하는 첫 라디오 시험방송 시작
- 북경에서 조선무정부주의자연맹 설립

## 문화
-조지 거슈윈-랩소디 인 블루

## 탄생

### 1월
- 1월 1일
  - 미국의 기업인 찰리 멍거. (~2023년)
  - 적도 기니의 정치인, 초대 대통령 프란시스코 마시아스 응게마. (~1979년)
  - 대한민국의 성우 이인한. (~1991년)
- 1월 3일 - 대한민국의 군인 현시학. (~1989년)
- 1월 4일 - 미국의 수영 선수 월리 리스. (~1989년)
- 1월 6일 - 대한민국의 제15대 대통령, 노벨평화상 김대중. (~2009년)
- 1월 8일 - 대한민국의 군인 안창관. (~1971년)
- 1월 9일 - 대한민국의 기업인 이종환. (~2023년)
- 1월 10일
  - 대한민국의 경찰 출신 정치인 곽영주. (~1961년)
  - 프랑스 태생 미국의 생리학자 로제 기유맹. (~2024년)
- 1월 14일 - 미국의 영화배우 캐롤 쿡. (~2023년)
- 1월 15일 - 독일의 성직자, 음악가 게오르크 라칭거. (~2020년)
- 1월 16일 - 대한민국의 군인, 정치가 전부일. (~2004년)
- 1월 20일 - 대한민국의 법조인 이선중. (~2020년)
- 1월 21일 - 영국의 배우 베니 힐.  (~ 1992년)
- 1월 23일 - 오스트리아의 철학자 파울 파이어아벤트. (~1994년)
- 1월 28일 - 대한민국의 종교인 이상훈. (~1992년)
- 1월 29일 - 미국의 배우 도러시 멀론. (~2018년)

### 2월
- 2월 3일 - 호엔촐레른 가문의 수장 프리드리히 빌헬름 폰 호엔촐레른 후작. (~2010년)
- 2월 4일 - 대한민국의 정치인 이영근. (~2020년)
- 2월 6일 - 영국의 축구 선수 빌리 라이트. (~1994년)
- 2월 8일
  - 대한민국의 생화학자 이태령. (~2019년)
  - 라오스의 정치인 캄타이 시판돈.
- 2월 15일
  - 대한민국의 시인, 아동문학가 박화목. (~2005년)
  - 대한민국의 정치인 김인. (~1998년)
- 2월 17일 - 미국의 클래식 소프라노, 배우, 저널리스트 마거릿 트루먼. (~2008년)
- 2월 19일 - 미국의 영화배우 리 마빈. (~1987년)
- 2월 20일 - 대한민국의 교수 주선애. (~2022년)
- 2월 21일
  - 짐바브웨의 대통령 로버트 무가베. (~2019년)
  - 대한민국의 육군 장교 김갑태. (~1952년)
- 2월 22일 - 대한민국의 정치인 성낙현. (~2022년)
- 2월 23일 - 대한민국 군인, 정치인 이후락. (~2009년)
- 2월 26일 - 일본의 정치가, 총리 대신 다케시타 노보루. (~2000년)
- 2월 29일
  - 대한민국 육군 예비역 소령 출신의 청년운동가 김성주. (~1954년)
  - 대한민국의 김좌진 첫째 며느리와 김두한의 부인 이재희. (~1986년)

### 3월
- 3월 3일
  - 일본의 정치인 무라야마 도미이치.
  - 이탈리아의 축구 선수 오메로 토뇬. (~1990년)
  - 나이지리아의 군인, 정치인 존슨 아그이이론시. (~1966년)
  - 스위스의 가수 리스 아시아. (~2018년)
- 3월 6일 - 독일의 축구 선수 오트마어 발터. (~2013년)
- 3월 8일 - 프랑스의 물리학자 조르주 샤르파크. (~2010년)
- 3월 10일 - 홍콩의 무협 소설 작가, 언론인 김용. (~2018년)
- 3월 14일 - 일본의 배우 아카기 하루에. (~2018년)
- 3월 15일 - 독일의 배우 발터 고텔. (~1997년)
- 3월 16일 - 대한민국의 독립운동가 이갑상. (~2017년)
- 3월 25일 - 일본의 배우 쿄 마치코. (~2019년)
- 3월 28일 - 대한민국의 목회자 노윤석. (~2015년)
- 3월 29일 - 대한민국의 배우, 희극인 박시명. (~1986년)

### 4월
- 4월 2일 - 대한민국의 연극학자, 평론가 이두현.
- 4월 3일
  - 미국의 배우 말론 브랜도. (~2004년)
  - 소련의 군인 로자 샤니나. (~1945년)
- 4월 4일
  - 미국의 야구 선수 길 호지스. (~1972년)
  - 미국의 영화배우 노린 내쉬. (~2023년)
- 4월 6일 - 이탈리아의 기자 에우제니오 스칼파리. (~2022년)
- 4월 7일
  - 대한민국의 의사, 정치인 박숙현. (~2006년)
  - 대한민국의 가수 박재홍. (~1989년)
- 4월 9일 - 대한민국의 군인, 정치인 김재규.  (~1980년)
- 4월 13일 - 미국의 영화감독 스탠리 도넌. (~2019년)
- 4월 15일 - 영국의 지휘자, 바이올리니스트 네빌 매리너. (~2016년)
- 4월 20일 - 영국의 배우 레슬리 필립스. (~2022년)
- 4월 22일 - 대한민국의 국무총리, 정치인 남덕우. (~2013년)
- 4월 29일 - 프랑스의 발레리나 겸 가수 지지 장메르. (~2020년 )

### 5월
- 5월 3일 - 대한민국의 정치인 김명윤. (~2016년)
- 5월 11일 - 잉글랜드의 축구 선수, 축구 감독 재키 밀번. (~1988년)
- 5월 13일 - 이탈리아의 정치학자 조반니 사르토리.  (~2017년)
- 5월 26일 - 대한민국의 군인, 사회기관단체인 서종철. (~2010년)
- 5월 28일 - 대한민국의 비전향 장기수 황용갑. (~2010년)

### 6월
- 6월 3일 - 미국의 기업인, 암웨이의 창립자 제이 밴앤덜.  (~2004년)
- 6월 12일 - 미국의 41대 대통령 조지 H. W. 부시. (~2018년)
- 6월 13일 - 대한민국의 트로트 가수 이해연. (~2019년)
- 6월 18일
  - 대한민국의 군인 오영환. (~2007년)
  - 대한민국의 노동운동가 최용수. (~2007년)
  - 네덜란드의 아코디언 맷 마슈즈. (~2009년
- 6월 19일 - 영국의 외교관 에드워드 유드 (-1986년)
- 6월 20일 - 미국의 음악가 쳇 앳킨스. (~2001년)
- 6월 25일
  - 미국의 영화 감독, 영화 제작자, 영화 각본가 시드니 루멧. (~2011년)
  - 대한민국의 원불교 원정사 김윤남. (~2013년)
- 6월 30일 - 대한민국의 교육자, 정치인 이인근. (~2009년)

### 7월
- 7월 2일 - 캐나다의 중국학자, 교육자 예자잉. (~2024년)
- 7월 3일 - 싱가포르의 제6대 대통령 S. R. 나산. (~2016년)
- 7월 4일 - 미국의 배우 에바 마리 세인트.
- 7월 8일 - 미국의 남성 피아니스트, 가수, 작사가, 작곡가, 편곡가, 음반 프로듀서 겸 영화배우 조니 존슨. (~2005년)
- 7월 9일 - 대한민국의 정치인 신상철. (~2005년)
- 7월 15일 - 영국의 통계학자 데이비드 콕스. (~2022년)
- 7월 16일 - 대한민국의 정치인 박찬. (~2007년)

### 8월
- 8월 1일
  - 사우디아라비아의 제6대 국왕 압둘라 빈 압둘아지즈 알사우드. (~2015년)
  - 프랑스의 물리학자 조르주 샤르파크. (~2010년)
- 8월 2일 - 미국의 작가 제임스 볼드윈. (~1987년)
- 8월 9일 - 대한민국의 독립운동가 김국주. (~2021년)
- 8월 12일 - 파키스탄의 군인, 정치인 무함마드 지아울하크. (~1988년)
- 8월 14일 - 프랑스의 지휘자 조르주 프레트르. (~2017년)
- 8월 15일 - 미국의 보수주의 운동가 필리스 슐래플리. (~2016년)
- 8월 23일 - 미국의 경제학자 로버트 솔로. (~2023년)
- 8월 25일 - 일본의 영화감독 마스무라 야스조. (~1986년)

### 9월
- 9월 9일 - 대한민국의 군인 장창국.  (~1996년)
- 9월 14일 - 대한민국의 배우 최명수. (~2015년)
- 9월 16일 - 미국의 배우 로런 버콜. (~2014년)
- 9월 18일 - 미국의 경찰관 J. D. 티핏. (~1963년)

### 10월
- 10월 1일
  - 미국의 제39대 대통령 지미 카터. (~2024년)
  - 일본의 배우 오토와 노부코. (~1994년)
- 10월 10일 - 대한민국의 성악가 오현명. (~2009년)
- 10월 11일 - 대한민국의 종교인 지명관. (~2022년)
- 10월 13일 - 대한민국의 마술사 이흥선. (~2011년)
- 10월 18일
  - 대한민국의 군인 류병현. (~2020년)
  - 대한민국의 등산가, 정치인 김영도. (~2023년)
- 10월 20일 - 대한민국의 여성운동가 김학순. (~1997년)
- 10월 27일 - 미국의 배우, 시인, 극작가 루비 디. (~2014년)

### 11월
- 11월 3일 - 일본의 소설가 야마사키 도요코. (~2013년)
- 11월 8일 - 대한민국의 가톨릭 대주교 윤공희.
- 11월 14일
  - 대한민국의 사회학자 이효재. (~2020년)
  - 일본의 프로레슬링 선수 역도산. (~1963년)
- 11월 15일 - 대한민국 극작가 차범석. (~2006년)
- 11월 16일 - 대한민국의 정치인 신철균. (~1993년)
- 11월 19일 - 영국의 영화배우 윌리엄 러셀. (~2024년)
- 11월 20일
  - 폴란드 출신 프랑스와 미국의 수학자 브누아 망델브로. (~2010년)
  - 미국의 영화배우, 각본가 마크 밀러. (~2022년)
  - 대한민국의 음악가 이호철. (~1956년)
  - 대한민국의 정치인 문도철. (~1971년)
  - 대한민국의 성우 정도현. (~2016년)
- 11월 21일- J. R. R. 톨킨의 아들 크리스토퍼 톨킨. (~2020년)
- 11월 22일 - 미국의 배우 제럴딘 페이지. (~1987년)
- 11월 24일 - 한국계 일본인 프로레슬링 선수 역도산. (~1963년)
- 11월 25일 - 일본의 철학가 요시모토 타카아키. (~2012년)
- 11월 28일 - 이탈리아의 배우 마르첼로 마스트로이안니. (~1996년)
- 11월 30일 - 미국의 정치인 셜리 치좀. (~2005년)

### 12월
- 12월 3일
  - 대한민국의 정치인 김원기. (~2001년)
  - 필리핀의 소설작가 프란시스코 시오닐 호세. (~2022년)
- 12월 7일 - 포르투갈의 제17대 대통령 마리우 소아르스.
- 12월 15일 - 대한민국의 군인, 정치인 장지량. (~2015년)
- 12월 17일 - 대한민국의 법조인 김용철. (~2023년)
- 12월 18일 - 대한민국의 정치인, 제13대 국회의원 유기준. (~2004년)
- 12월 20일 - 대한민국의 군인 김성은. (~2007년)
- 12월 24일 - 인도의 음악가 모하메드 라피. (~1980년)
- 12월 25일 - 대한민국의 교육자, 정치인, 기업인 도예종. (~1975년)
- 12월 27일 - 진 바틱. (~2011년)
- 12월 29일 - 대한민국의 군인 이희성. (~2022년)

### 미상
- 대한민국의 서예가 박세림. (~1975년)
- 중화인민공화국의 정치인 차오스. (~2015년)
- 대한민국의 교육인 허정. (~?)
- 대한민국의 종교인 이상훈. (~2016년)

## 사망

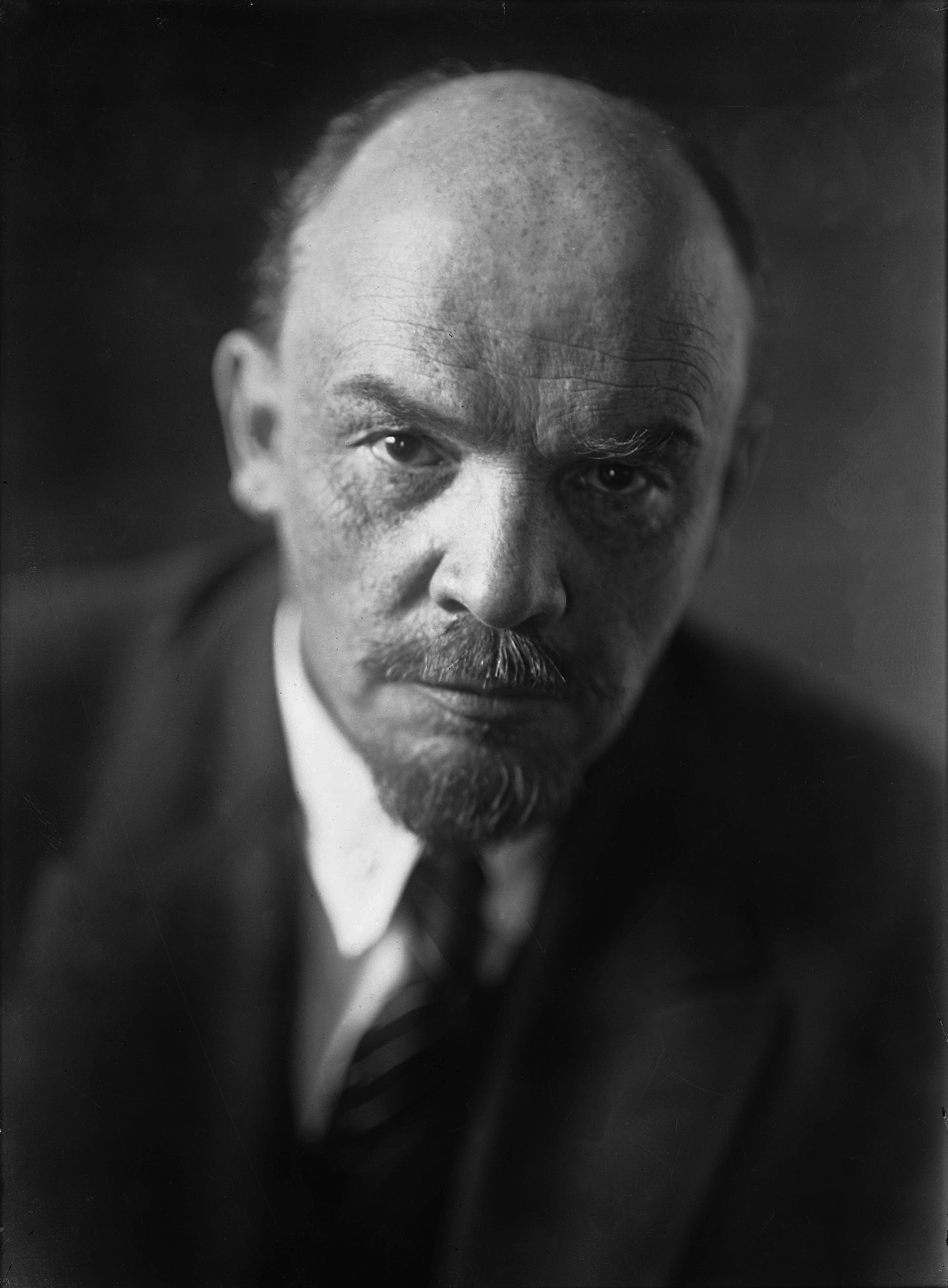
블라디미르 레닌

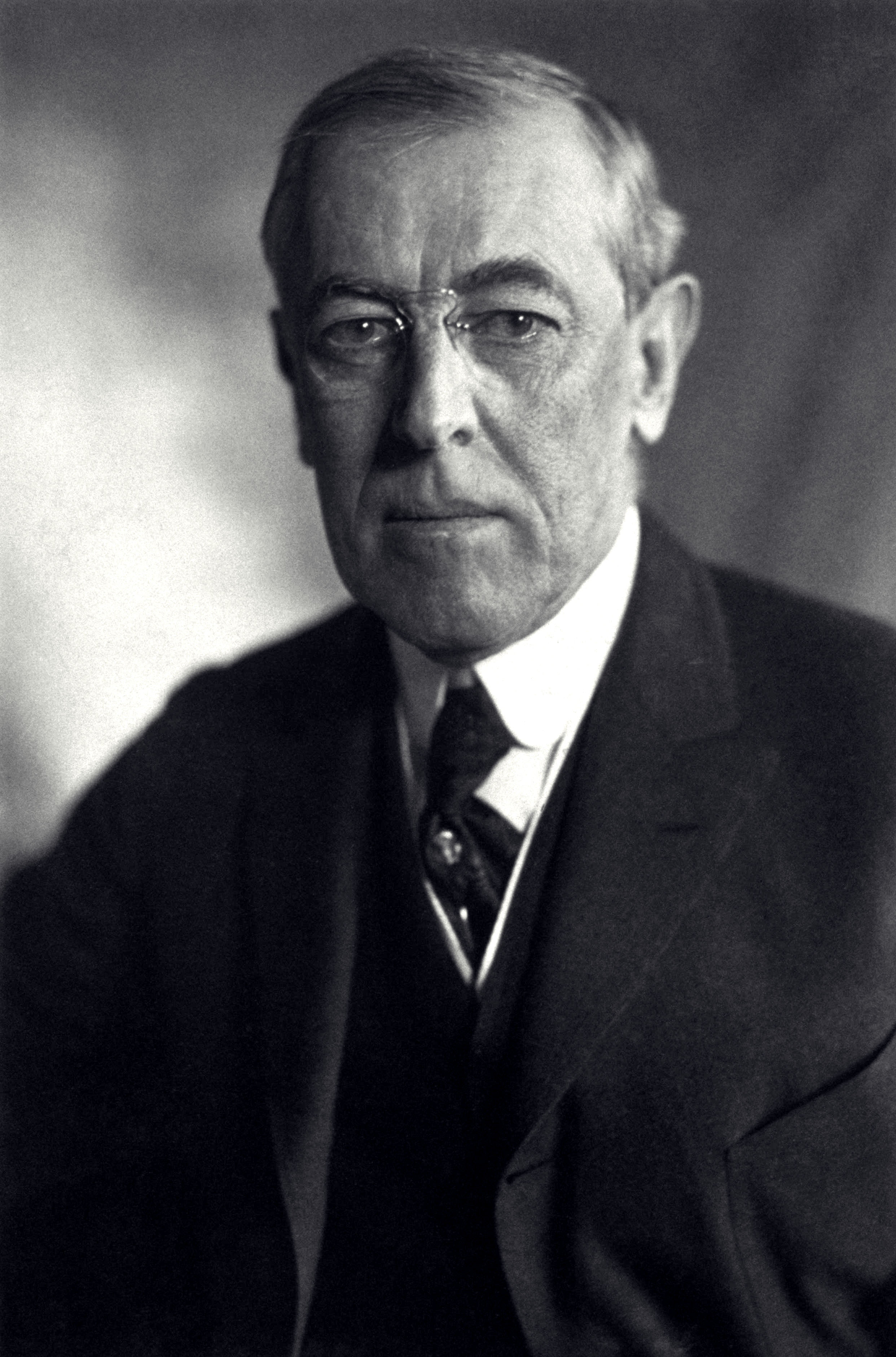
우드로 윌슨

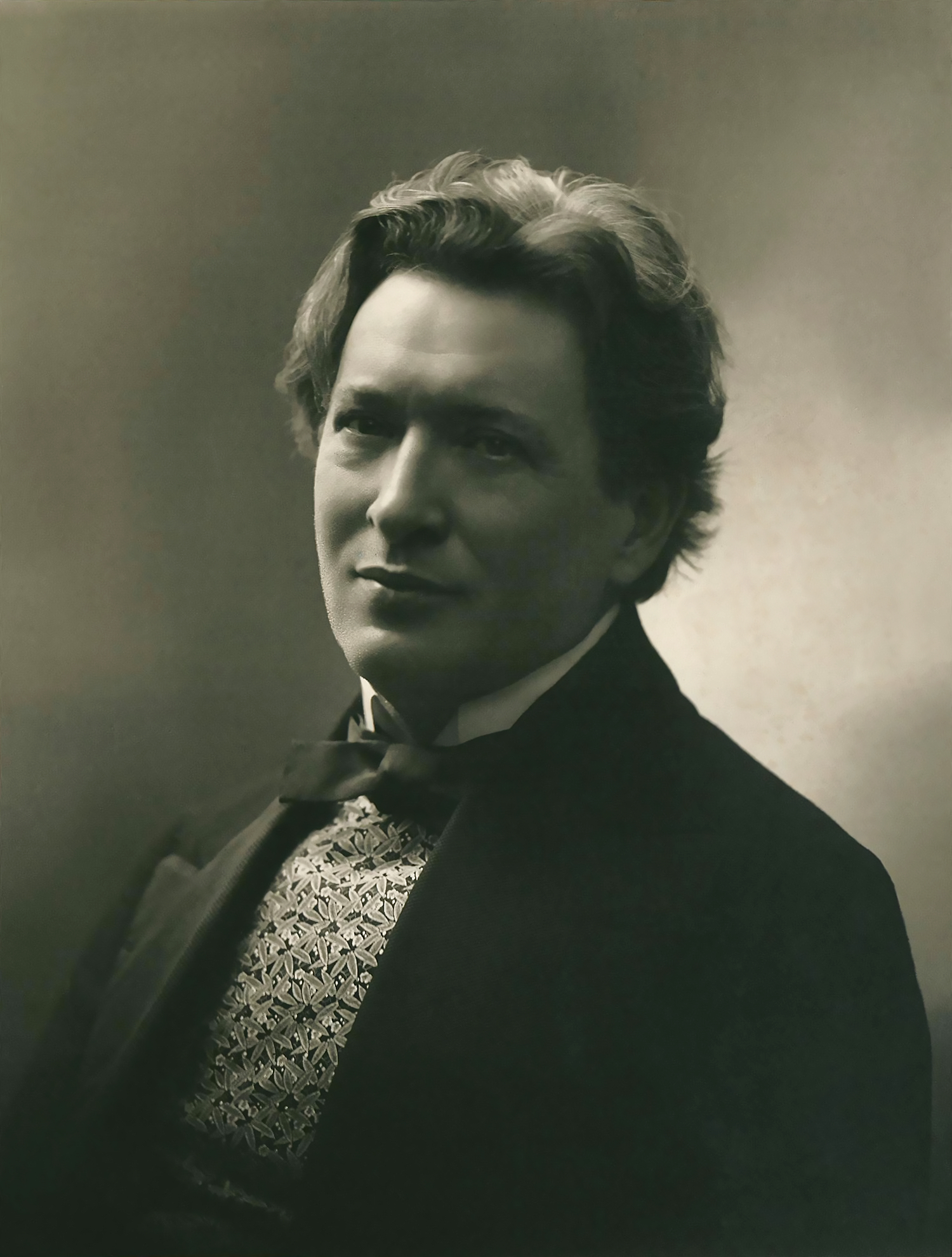
페루초 부소니

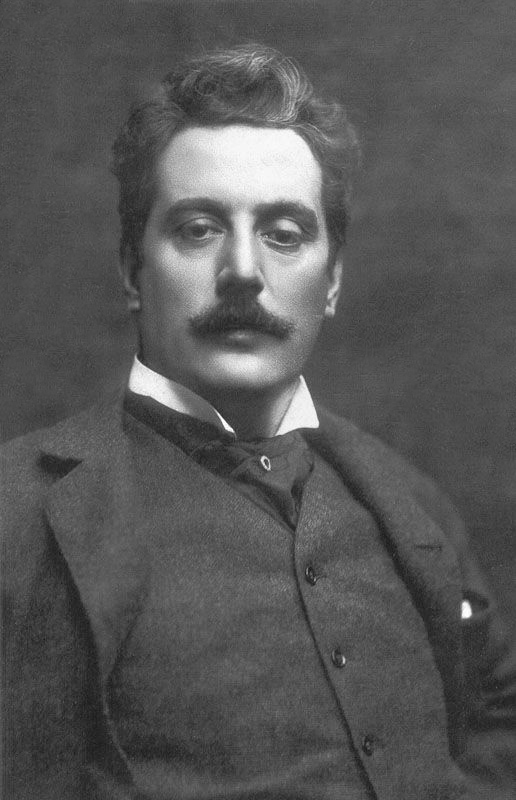
자코모 푸치니

- 1월 21일 - 러시아의 볼셰비키 지도자, 경제학자, 정치철학자, 정치인, 노동운동가 블라디미르 레닌. (1870년~)
- 1월 24일 - 룩셈부르크의 여대공 마리아델라이드. (1894년~)
- 2월 3일 - 미국의 제28대 대통령, 노벨 평화상 수상자 우드로 윌슨. (1856년~)
- 2월 20일 - 구한말의 의병장 김복한. (1860년~)
- 3월 1일 - 스웨덴 수학자 헬리에 본 코크. (1870년~)
- 6월 3일 - 체코의 소설가 프란츠 카프카. (1883년~)
- 6월 11일 - 프랑스의 작곡가 테오도르 뒤부아. (1837년~)
- 7월 27일 - 이탈리아의 작곡가 페루초 부소니. (1866년~)
- 10월 29일 - 영국의 미국 작가 프랜시스 호지슨 버넷. (1849년~)
- 11월 4일 - 프랑스의 작곡가 가브리엘 포레. (1845년~)
- 11월 29일 - 이탈리아의 작곡가 자코모 푸치니. (1858년~)

## 노벨상
- 문학상: 브와디스와프 레이몬트
- 물리학상: 만네 시그반
- 생리학 및 의학상: 빌럼 에인트호번
- 평화상:
- 화학상:

## 달력
| 1월 |    |    |    |    |    |    |
| 일  | 월 | 화 | 수 | 목 | 금 | 토 |
|     |    | 1  | 2  | 3  | 4  | 5  |
| 6   | 7  | 8  | 9  | 10 | 11 | 12 |
| 13  | 14 | 15 | 16 | 17 | 18 | 19 |
| 20  | 21 | 22 | 23 | 24 | 25 | 26 |
| 27  | 28 | 29 | 30 | 31 |    |    |

| 2월 |    |    |    |    |    |    |
| 일  | 월 | 화 | 수 | 목 | 금 | 토 |
|     |    |    |    |    | 1  | 2  |
| 3   | 4  | 5  | 6  | 7  | 8  | 9  |
| 10  | 11 | 12 | 13 | 14 | 15 | 16 |
| 17  | 18 | 19 | 20 | 21 | 22 | 23 |
| 24  | 25 | 26 | 27 | 28 | 29 |    |

| 3월 |    |    |    |    |    |    |
| 일  | 월 | 화 | 수 | 목 | 금 | 토 |
|     |    |    |    |    |    | 1  |
| 2   | 3  | 4  | 5  | 6  | 7  | 8  |
| 9   | 10 | 11 | 12 | 13 | 14 | 15 |
| 16  | 17 | 18 | 19 | 20 | 21 | 22 |
| 23  | 24 | 25 | 26 | 27 | 28 | 29 |
| 30  | 31 |    |    |    |    |    |

| 4월 |    |    |    |    |    |    |
| 일  | 월 | 화 | 수 | 목 | 금 | 토 |
|     |    | 1  | 2  | 3  | 4  | 5  |
| 6   | 7  | 8  | 9  | 10 | 11 | 12 |
| 13  | 14 | 15 | 16 | 17 | 18 | 19 |
| 20  | 21 | 22 | 23 | 24 | 25 | 26 |
| 27  | 28 | 29 | 30 |    |    |    |

| 5월 |    |    |    |    |    |    |
| 일  | 월 | 화 | 수 | 목 | 금 | 토 |
|     |    |    |    | 1  | 2  | 3  |
| 4   | 5  | 6  | 7  | 8  | 9  | 10 |
| 11  | 12 | 13 | 14 | 15 | 16 | 17 |
| 18  | 19 | 20 | 21 | 22 | 23 | 24 |
| 25  | 26 | 27 | 28 | 29 | 30 | 31 |

| 6월 |    |    |    |    |    |    |
| 일  | 월 | 화 | 수 | 목 | 금 | 토 |
| 1   | 2  | 3  | 4  | 5  | 6  | 7  |
| 8   | 9  | 10 | 11 | 12 | 13 | 14 |
| 15  | 16 | 17 | 18 | 19 | 20 | 21 |
| 22  | 23 | 24 | 25 | 26 | 27 | 28 |
| 29  | 30 |    |    |    |    |    |

| 7월 |    |    |    |    |    |    |
| 일  | 월 | 화 | 수 | 목 | 금 | 토 |
|     |    | 1  | 2  | 3  | 4  | 5  |
| 6   | 7  | 8  | 9  | 10 | 11 | 12 |
| 13  | 14 | 15 | 16 | 17 | 18 | 19 |
| 20  | 21 | 22 | 23 | 24 | 25 | 26 |
| 27  | 28 | 29 | 30 | 31 |    |    |

| 8월 |    |    |    |    |    |    |
| 일  | 월 | 화 | 수 | 목 | 금 | 토 |
|     |    |    |    |    | 1  | 2  |
| 3   | 4  | 5  | 6  | 7  | 8  | 9  |
| 10  | 11 | 12 | 13 | 14 | 15 | 16 |
| 17  | 18 | 19 | 20 | 21 | 22 | 23 |
| 24  | 25 | 26 | 27 | 28 | 29 | 30 |
| 31  |    |    |    |    |    |    |

| 9월 |    |    |    |    |    |    |
| 일  | 월 | 화 | 수 | 목 | 금 | 토 |
|     | 1  | 2  | 3  | 4  | 5  | 6  |
| 7   | 8  | 9  | 10 | 11 | 12 | 13 |
| 14  | 15 | 16 | 17 | 18 | 19 | 20 |
| 21  | 22 | 23 | 24 | 25 | 26 | 27 |
| 28  | 29 | 30 |    |    |    |    |

| 10월 |    |    |    |    |    |    |
| 일   | 월 | 화 | 수 | 목 | 금 | 토 |
|      |    |    | 1  | 2  | 3  | 4  |
| 5    | 6  | 7  | 8  | 9  | 10 | 11 |
| 12   | 13 | 14 | 15 | 16 | 17 | 18 |
| 19   | 20 | 21 | 22 | 23 | 24 | 25 |
| 26   | 27 | 28 | 29 | 30 | 31 |    |

| 11월 |    |    |    |    |    |    |
| 일   | 월 | 화 | 수 | 목 | 금 | 토 |
|      |    |    |    |    |    | 1  |
| 2    | 3  | 4  | 5  | 6  | 7  | 8  |
| 9    | 10 | 11 | 12 | 13 | 14 | 15 |
| 16   | 17 | 18 | 19 | 20 | 21 | 22 |
| 23   | 24 | 25 | 26 | 27 | 28 | 29 |
| 30   |    |    |    |    |    |    |

| 12월 |    |    |    |    |    |    |
| 일   | 월 | 화 | 수 | 목 | 금 | 토 |
|      | 1  | 2  | 3  | 4  | 5  | 6  |
| 7    | 8  | 9  | 10 | 11 | 12 | 13 |
| 14   | 15 | 16 | 17 | 18 | 19 | 20 |
| 21   | 22 | 23 | 24 | 25 | 26 | 27 |
| 28   | 29 | 30 | 31 |    |    |    |

### 음양력 대조 일람
| 음력월 | 월건 | 대소 | 음력 1일의 양력 월일 | 음력 1일 간지 |
| ------ | ---- | ---- | -------------------- | ------------- |
| 1월    | 병인 | 대   | 2월 5일              | 갑인          |
| 2월    | 정묘 | 소   | 3월 6일              | 갑신          |
| 3월    | 무진 | 대   | 4월 4일              | 계축          |
| 4월    | 기사 | 소   | 5월 4일              | 계미          |
| 5월    | 경오 | 대   | 6월 2일              | 임자          |
| 6월    | 신미 | 대   | 7월 2일              | 임오          |
| 7월    | 임신 | 소   | 8월 1일              | 임자          |
| 8월    | 계유 | 대   | 8월 30일             | 신사          |
| 9월    | 갑술 | 소   | 9월 29일             | 신해          |
| 10월   | 을해 | 대   | 10월 28일            | 경진          |
| 11월   | 병자 | 소   | 11월 27일            | 경술          |
| 12월   | 정축 | 소   | 12월 26일            | 기묘          |